# نتريد الكروم
نتريد الكروم هو مركب كيميائي لاعضوي صيغته CrN، ويوجد على هيئة مسحوق أسود.

## التحضير
يحضر المركب من التفاعل بين عنصري الكروم والنتروجين عند درجات حرارة تصل إلى 800 °س:
{\displaystyle \mathrm {2\ Cr+N_{2}\longrightarrow 2\ CrN} }

## الخواص
يوجد المركب في الشروط القياسية على هيئة مسحوق أسود، وهو غير قابل للانحلال في الماء، ويتفكك بالتسخين عند درجات حرارة تتجاوز 1500 °س إلى مكوناته من عنصري الكروم والنتروجين. يوجد الكروم في هذا المركب في حالة الأكسدة +3.

## الاستخدامات
يستخدم نتريد الكروم ضمن مواد التغطية من أجل مقاومة التآكل وتشكيل المعادن وقولبة اللدائن.